# Тераї

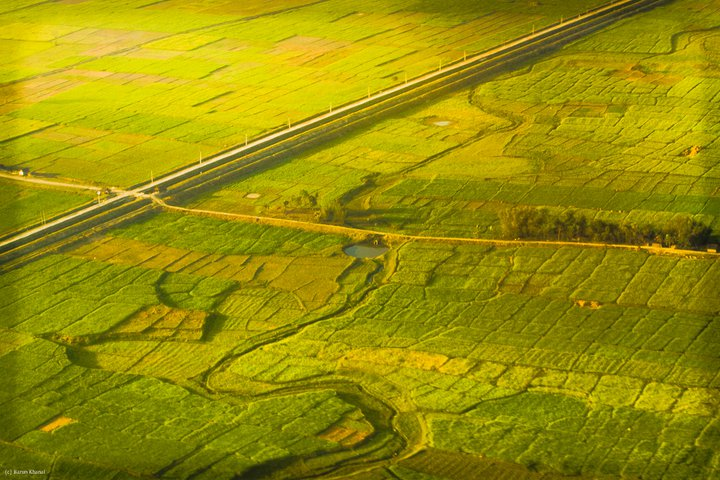
Вид з неба на рівнини Тераї поблизу Біратнагара, Непал

Тераї́, або «вологі землі» — смуга заболочених луків, саван та лісів біля підніжжя Гімалайських гір на території Індії, Непалу та Бутану, що простяглася від річки Ямуна на заході до річки Брахмапутра на сході. Над смугою Тераї знаходиться Бхарбхар, заросла лісом смуга скель, галечників та еродованих ґрунтів, нанесених зі схилів Гімалаїв, де ґрунтові води розташовані на відстані від 5 до 37 метрів від поверхні.
Зона Тераї, що лежить нижче Бхарбхара, складена шарами глин та пісків, що чергуються, з високо стоячими ґрунтовими водами; це обумовлює наявність великої кількості джерел та заболочених ділянок. Практично щороку Тераї затоплюється після приходу мусонів в басейни протікаючих тут річок, і вихід цих річок з берегів. Нижче за область Тераї лежить велика алювіальна рівнина, сформована річками Ямуна, Ганг, Брахмапутра, та їхніми притоками.